# Canoas, Michoacán de Ocampo
Canoas är en ort i Mexiko.   Den ligger i kommunen Contepec och delstaten Michoacán de Ocampo, i den sydöstra delen av landet, 110 km väster om huvudstaden Mexico City. Canoas ligger 2 463 meter över havet och antalet invånare är 138.
Terrängen runt Canoas är huvudsakligen kuperad, men åt nordväst är den platt. Runt Canoas är det ganska tätbefolkat, med 179 invånare per kvadratkilometer. Närmaste större samhälle är Temascalcingo de José María Velazco, 14,0 km öster om Canoas. I omgivningarna runt Canoas växer huvudsakligen savannskog.